# فابیانو (بازیکن فوتبال)
فابیانو جاشوا د سوزا سیلوا معروف به فابیانو (انگلیسی: Fabiano؛ زادهٔ ۱۴ مارس ۲۰۰۰) بازیکن فوتبال است.

## دوران حرفه‌ای
فابیانو محصول جوانان باشگاه‌های برزیلی پیناپلونز و لیننز است، سپس در سال ۲۰۱۸ به آکادمی جوانان براگا در پرتغال پیوست.او اولین بازی حرفه ای خود را با براگا در برد ۴–۰ لیگ برتر مقابل آوس در ۴ ژوئیه ۲۰۲۰ انجام داد.
او فصل ۲۰۲۰–۲۰۲۱ را به صورت قرضی با آکادمیکا گذراند.